# Georgia O'Keeffe
Georgia Totto O'Keeffe (Sun Prairie, 15. studenog 1887. – Santa Fe, 6. ožujka 1986.), američka slikarica. 
Poznata po apstrakcijama cvijeća, stijena, školjaka, životinjskih kostiju i pejzaža. Njene slike karakteriziraju jasni oblici i fini prijelazi različitih boja.  

## Vanjske poveznice
- Web Galerija
- Georgia O'Keeffe - biografija, slike
- Georgia O'Keeffe Muzej